# سلسینو (بازیکن فوتبال)
سلسینو (به پرتغالی: Celso Luís Honorato Júnior) هافبک اهل برزیل است که در شهر Americana و در تاریخ ۲۵ اوت ۱۹۸۸ به دنیا آمده‌است.
سلسینو در تیم‌های فوتبال Portuguesa سابقهٔ حضور دارد.